# Wendy Lawrence
Wendy Barrien Lawrence (Jacksonville, 2 juli 1959) is een voormalig Amerikaans ruimtevaarder. Lawrence haar eerste ruimtevlucht was STS-67 met de spaceshuttle Endeavour en vond plaats op 2 maart 1995. Tijdens de missie werd onderzoek gedaan met Astro-2. 
Lawrence maakte deel uit van NASA Astronautengroep 14. Deze groep van 24 ruimtevaarders begon hun training in 1992 en had als bijnaam The Hogs.
In totaal heeft Lawrence vier ruimtevluchten op haar naam staan, waaronder meerdere missies naar het Russische ruimtestation Mir. In 2006 verliet zij NASA en ging zij als astronaut met pensioen. 